# Gabriel Janoušek
Gabriel Janoušek (* 29. listopadu 1940 Turnov) je bývalý československý vodní slalomář, kanoista závodící v kategorii C2. Jeho partnerem v deblkánoi byl Milan Horyna.
Startoval na Letních olympijských hrách 1972, kde se jeho loď v individuálním závodě C2 umístila na 11. místě.